# Placopecten magellanicus
Placopecten magellanicus är en musselart som först beskrevs av Gmelin 1791.  Placopecten magellanicus ingår i släktet Placopecten och familjen kammusslor. Inga underarter finns listade i Catalogue of Life.

## Bildgalleri

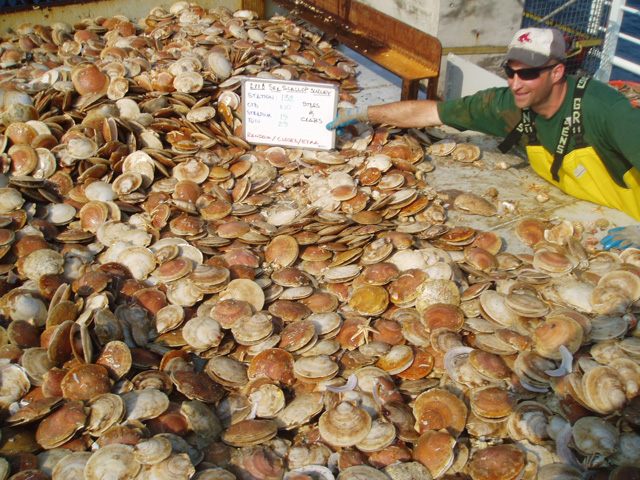